# Kuckumer Straße 61 (Mönchengladbach)

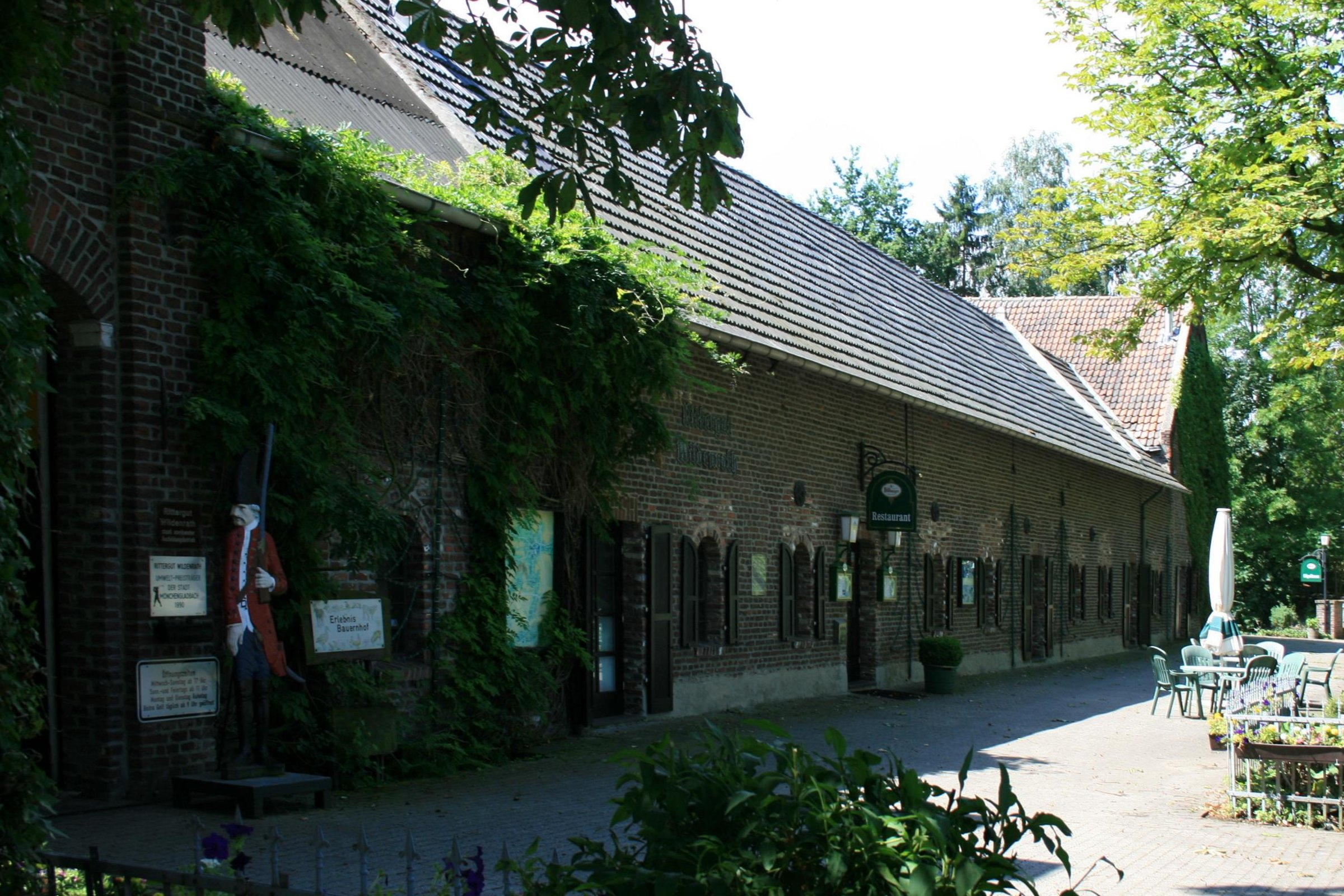
Rittergut Wildenrath (2011)

Das Rittergut Wildenrath in der Kuckumer Straße 61 steht im Stadtteil Wanlo in Mönchengladbach (Nordrhein-Westfalen).
Das Gebäude wurde vor 1829 erbaut. Es wurde unter Nr. K 082  am 8. August 1990 in die Denkmalliste der Stadt Mönchengladbach eingetragen.

## Lage
Das Objekt liegt unmittelbar südöstlich von Wanlo an der Straße nach Kuckum in der Niers
aue, die auch die Wassergräber der Anlage speist.

## Architektur
Es handelt sich um eine vierflügelige, an der Wohnseite offene Backsteinhofanlage mit Tordurchfahrt. Die Wirtschaftsgebäude sind mehrfach baulich verändert und umgenutzt worden. Steile ziegelgedeckte Satteldächer, mit zum Innenhof hin pultdachähnlichen Dachüberstand.
Das Wohnhaus ist ein freistehender zweigeschossiger Backsteinbau unter ziegelgedecktem Walmdach mit mittelaxial angelegten Zwerchgiebeln an den beiden Längsseiten. Das Objekt ist aus orts- und siedlungsgeschichtlichen, territotrialgeschichtlichen und architektonischen Gründen und wegen seiner dominanten Lage zweifelsfrei als wichtiges Baudenkmal unbedingt schützenswert.